# Johan Neeskens
Johannes "Johan" Jacobus Neeskens (15 tháng 9 năm 1951 – 6 tháng 10 năm 2024) là một huấn luyện viên và cựu tiền vệ huyền thoại người Hà Lan. Được ghi nhận là một trong những tiền vệ xuất sắc nhất lịch sử, ông từng là thành viên quan trọng của Hà Lan giành huy chương bạc World Cup 1974 và World Cup 1978. Vào năm 2004, ông được vinh danh trong danh sách 125 cầu thủ vĩ đại nhất còn sống bởi Pele tại lễ trao giải của FIFA, vào năm 2017 ông tiếp tục được nêu tên ở vị thứ 64 trong danh sách 100 cầu thủ vĩ đại nhất lịch sử của tạp chí FourFourTwo.
Sau khi giải nghệ vào năm 1991, Neeskens trở thành trợ lý huấn luyện viên cho Guus Hiddink của đội tuyển Hà Lan, Úc và Frank Rijkaard của đội tuyển Hà Lan, Barcelona và Galatasaray. Ông cũng đã trở thành huấn luyện viên trưởng của NEC Nijmegen, đội tuyển Hà Lan B và Mamelodi Sundowns.

## Đầu đời
Neeskens sinh ra tại Heemstede, Bắc Hà Lan vào ngày 15 tháng 9 năm 1951. Thời thơ ấu của ông đánh dấu bằng cuộc ly hôn của cha mẹ, ông phải ngủ ngoài hành lang do không gian chật chội.
Neeskens có năng khiếu thể thao từ nhỏ, bao gồm thể dục dụng cụ và bóng chày. Ông đã đại diện cho Hà Lan tại một giải đấu Châu Âu trẻ trong môn thể thao sau.

## Sự nghiệp câu lạc bộ
Neeskens bắt đầu sự nghiệp tại Racing Club Heemstede vào năm 1968, sau đó ông lọt vào mắt xanh của huấn luyện viên Rinus Michels và kí hợp đồng với Ajax vào năm 1970. Cầu thủ trẻ gây ấn tượng tại vị trí hậu vệ cánh phải khi cùng Ajax đánh bại Panathinaikos trong trận chung kết European Cup năm 1971. Trong mùa giải 1971–72, Neeskens bắt đầu chơi nhiều hơn tại vị trí tiền vệ trung tâm và hỗ trợ cho Johan Cruyff. Ông đã nhanh chóng thích nghi với vai trò mới này bởi ông là một người chạy không biết mệt, có kĩ thuật tốt và ghi được nhiều bàn thắng. Ajax đã lập chiến tích ba lần lên ngôi vô địch European Cup liên tiếp từ năm 1971 đến 1973. Vào năm 1974, ông cùng Cruyff và Michels chuyển tới FC Barcelona, tại đây ông được gọi với biệt danh Johan Segon (Johan thứ hai).
Mặc dù quãng thời gian của ông tại Barcelona không thực sự thành công (một chiếc cúp năm 1978 và vô địch Cup Winners' Cup năm 1979), ông vẫn nhận được sự yêu mến đặc biệt từ người hâm mộ. Vào năm 1979, ông chấp nhận lời đề nghị của New York Cosmos, chơi cho câu lạc bộ trong vòng năm năm. Ông nhận mức lương tương đương 600,000 guilder Hà Lan (khoảng 300,000 đô la) một năm tại câu lạc bộ. Sau khi vắng mặt không có lý do lần thứ ba, ông đã bị đình chỉ chín tháng bởi huấn luyện viên Hennes Weisweiler vào cuối năm 1980. Cosmos chấm dứt hợp đồng với ông vào tháng 10 năm 1984. Ông tiếp tục chơi cho FC Groningen vào mùa giải 1984–85. Vào tháng 6 năm 1985, ông ký hợp đồng với đội bóng South Florida Sun của giải đấu United Soccer League. Tuy nhiên, giải đấu đã giải tán chỉ sau sáu trận đấu của mùa giải 1985. Ngày 15 tháng 8 năm 1985, ông ký hợp đồng với câu lạc bộ Kansas City Comets của giải đấu Major Indoor Soccer League.
Neeskens sau đó chơi cho FC Baar từ năm 1988 đến 1990 và FC Zug tại Thụy Sĩ, ông cuối cùng giải nghệ vào năm 1991.

## Sự nghiệp quốc tế

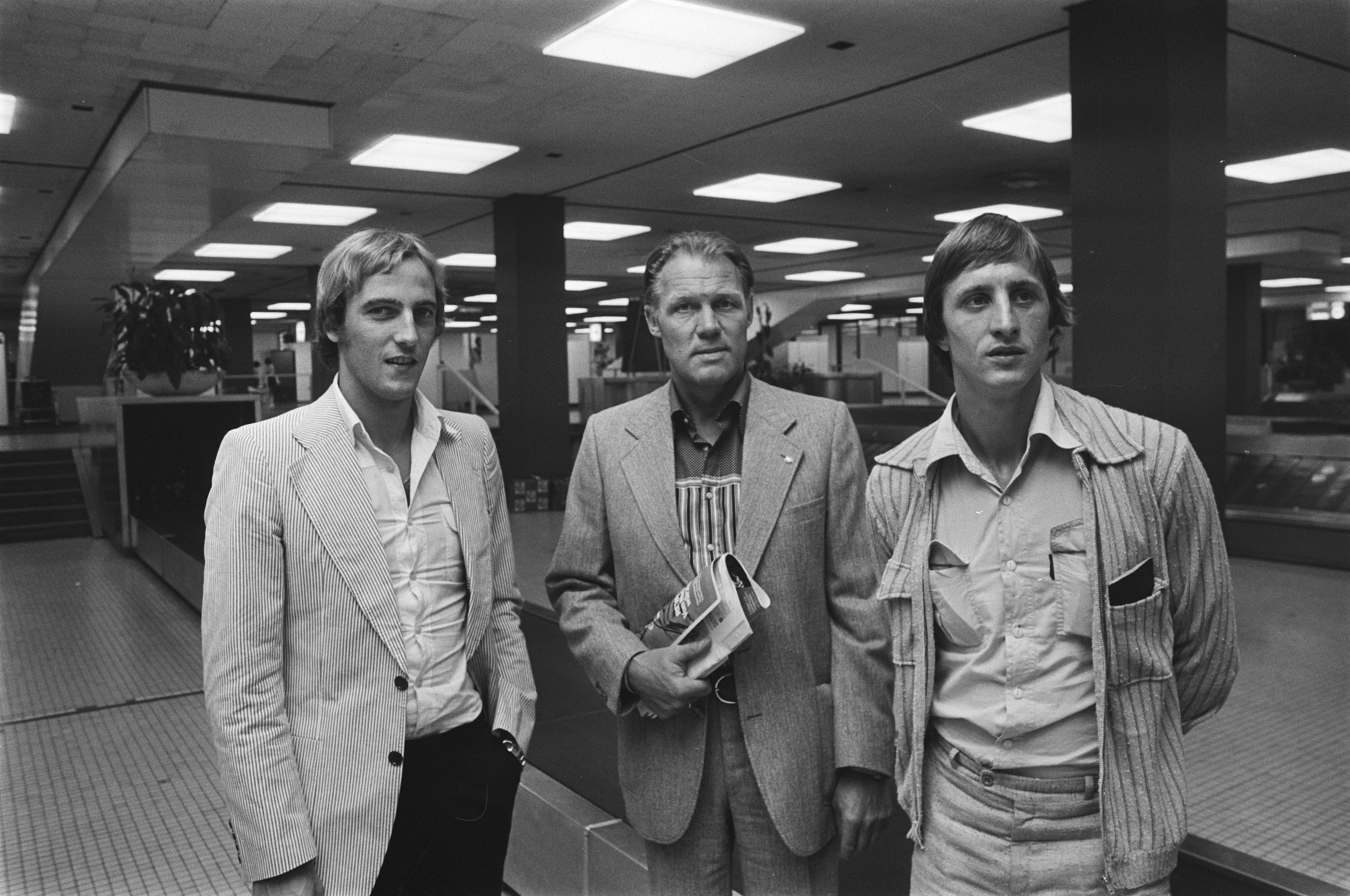
Ba nhân vật biểu tượng của trường phái Totaalvoetbal: Johan Neeskens, Rinus Michels và Johan Cruyff vào năm 1976

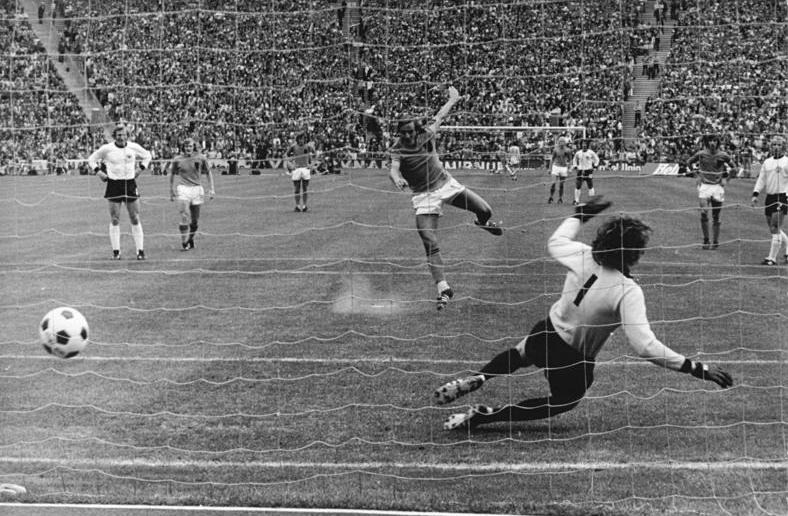
Neeskens ghi bàn thắng đầu tiên trong trận chung kết World Cup 1974 trước Tây Đức

Neeskens thi đấu 49 trận cho Hà Lan, ghi được 17 bàn thắng. Ông ra mắt đội tuyển quốc gia trong trận đối đầu Đông Đức vào năm 1970 và đóng góp một vai trò quan trọng trong lối chơi của Hà Lan tại hai kì 1974 và 1978 FIFA World Cup.
Tại vòng loại World Cup 1974, Neeskens lập một cú hat-trick trong chiến thắng 9–0 trước Na Uy và vô hiệu hóa toàn bộ nỗ lực chặt chém của Paul Van Himst bên phía Bỉ; màn trình diễn này sau đó bị tờ báo de Volkskrant của Hà Lan chỉ trích và gọi đó là "nỗi ô nhục" khi Himst phạm lỗi tới 13 lần.  Tại giải đấu diễn ra tại Tây Đức, ông ghi hai bàn thắng trên chấm penalty trước Bulgaria và một bàn trong chiến thắng 2–0 trước đương kim vô địch Brazil để đưa Hà Lan tới trận chung kết. Bàn thắng từ chấm phạt đền của Neeskens ngay phút thứ hai không thể giúp cho Hà Lan giành chức vô địch khi họ sau đó để thua với tỉ số 1–2.
Bốn năm sau đó, Neeskens tiếp tục trở thành đầu tàu của Hà Lan (mặc dù ông bị chấn thương vai trong trận thua trước Scotland) khi Cruyff vắng mặt và đã từ giã sự nghiệp thi đấu quốc tế vào năm 1977. Hà Lan tiếp tục lọt vào chung kết và tiếp tục thua đội chủ nhà (lần này là Argentina) với tỉ số 3-1 sau hai hiệp phụ.
Số lần góp mặt tại giải đấu quốc tế trở nên ít dần kể từ khi ông chuyển đến New York Cosmos. Ông từ chối tham gia trận đấu quyết định trước Đông Đức tại vòng loại UEFA Euro 1980 vào tháng 9 năm 1979 với lý do ông đang kiệt quệ về mặt thể chất lẫn tinh thần. Sau khi hết chín tháng đình chỉ do vắng mặt không lý do tại câu lạc bộ hết hạn, ông được gọi trở lại đội tuyển Hà Lan bởi huấn luyện viên Kees Rijvers vào cuối năm 1981 để tham dự hai trận đấu thuộc vòng loại FIFA World Cup 1982. Ông nhận được sự cổ vũ trong chiến thắng 3–0 trước Bỉ trên sân nhà, nhưng Hà Lan sau đó đã để thua 0-2 khi hành quân đến sân nhà của Pháp trong trận đấu quốc tế cuối cùng của ông và không thể giành quyền tham dự giải đấu.

## Sự nghiệp huấn luyện viên
Guus Hiddink bổ nhiệm Neeskens cho vị trí trợ lý huấn luyện viên cho đội tuyển Hà Lan vào năm 1995. Họ dẫn dắt đội tuyển thi đấu tại FIFA World Cup 1998. Ông vẫn tiếp tục giữ vai trò này dưới thời người kế nhiệm Frank Rijkaard, họ dẫn dắt đội tuyển tham dự Euro 2000, giải đấu mà họ là nước đồng chủ nhà. Vào năm 2000 ông được bổ nhiệm làm huấn luyện viên trưởng của một đội bóng Hà Lan có tên NEC Nijmegen, giúp họ góp mặt tại một giải đấu mang tầm cỡ châu lục lần đầu tiên trong vòng hai mươi năm vào năm 2003. Tuy nhiên, ông bị sa thải vào tháng 12 năm 2004 khi đội bóng chỉ đứng thứ 14.
Tháng 12 năm 2005, Neeskens tiếp tục được bổ nhiệm làm trợ lý huấn luyện viên cho đội tuyển Úc, một lần nữa là lời đề nghị của Guus Hiddink, người khi đó đang là huấn luyện viên trưởng của Socceroos'. Ông làm việc bên cạnh Hiddink và Graham Arnold trong chiến dịch World Cup 2006.
Sau World Cup 2006, Neeskens quay trở lại FC Barcelona để thay thế Henk ten Cate trong đội ngũ kĩ thuật của câu lạc bộ và gặp lại Rijkaard. Vào tháng 5 năm 2008, Rijkaard bị sa thải khi bản hợp đồng vẫn còn một năm, với các trợ lý Neeskens và Eusebio Sacristán rời đi cùng ông.
Neeskens tiếp tục gia nhập Galatasaray cùng Frank Rijkaard với tư cách trợ lý huấn luyện viên vào năm 2009 và cũng rời câu lạc bộ cùng Rijkaard vào tháng 10 năm 2010. Sau đó, ông trở thành huấn luyện viên của câu lạc bộ Nam Phi Mamelodi Sundowns vào năm 2011. Ông bị sa thải vào tháng 12 năm 2012 với việc đội bóng lúc đó xếp áp chót bảng và thua trận chung kết League Cup trước Bloemfontein Celtic.

## Phong cách chơi bóng
Nói về Neeskens, trang chủ UEFA tuyên bố rằng ông là một "tiền vệ cứng rắn, chạy không biết mệt nhưng cũng đồng thời có kĩ thuật tuyệt vời và khả năng ghi bàn tốt, là người hỗ trợ đắc lực giúp Cruyff tỏa sáng. Một tiền vệ con thoi với thể lực sung mãn, tinh thần thi đấu tuyệt vời và những cú sút mạnh mẽ, Neeskens hoàn hảo trong việc gây áp lực lên đối thủ và giành lại quyền kiểm soát bóng. "Anh ấy đáng giá bằng hai cầu thủ ở hàng tiền vệ," theo lời của người đồng đội Sjaak Swart."
Neeskens bắt đầu sự nghiệp với vị trí hậu vệ phải cho Heemstede nhưng ông đã được đẩy lên chơi ở hàng tiền vệ bởi huấn luyện viên Ștefan Kovács của Ajax. Ông là một nhân tố trong triết lý bóng đá tổng lực do Rinus Michels thiết kế, một lối chơi cho phép các cầu thủ có thể hoán đổi vị trí một cách linh hoạt và tự do.

## Đời tư và cái chết
Neeskens đã kết hôn hai lần: lần đầu tiên với Marianne Schiphof vào năm 1974, họ có với nhau một người con trai và lần thứ hai với Marlis von Reding gốc Thụy Sĩ vào năm 1985 và họ sinh được hai gái và một trai. John Neeskens, một người Hà Lan đang chơi bóng ở Tây Ban Nha đã bị nhầm là con trai của ông.
Neeskens qua đời tại Algeria vào ngày 6 tháng 10 năm 2024, hưởng thọ 73 tuổi. Ông đang ở Algeria như là một phần của dự án huấn luyện KNVB và qua đời vì một cơn nhồi máu cơ tim.

## Thống kê sự nghiệp

### Câu lạc bộ
| Câu lạc bộ          | Mùa giải            | Vô địch quốc gia    | Vô địch quốc gia | Vô địch quốc gia | Cúp quốc gia | Cúp quốc gia | Cúp liên đoàn | Cúp liên đoàn | Châu lục | Châu lục  | Khác   | Khác      | Tổng   | Tổng      |
| Câu lạc bộ          | Mùa giải            | Giải đấu            | Ra sân           | Bàn thắng        | Ra sân       | Bàn thắng    | Ra sân        | Bàn thắng     | Ra sân   | Bàn thắng | Ra sân | Bàn thắng | Ra sân | Bàn thắng |
| ------------------- | ------------------- | ------------------- | ---------------- | ---------------- | ------------ | ------------ | ------------- | ------------- | -------- | --------- | ------ | --------- | ------ | --------- |
| RCH                 | 1968–69             | Eerste Divisie      | 34               | 0                | 1            | 0            | –             | –             | –        | –         | –      | –         | 35     | 0         |
| RCH                 | 1969–70             | Eerste Divisie      | 34               | 1                | 1            | 0            | –             | –             | –        | –         | –      | –         | 35     | 1         |
| RCH                 | Tổng                | Tổng                | 68               | 1                | 2            | 0            | 0             | 0             | 0        | 0         | 0      | 0         | 70     | 1         |
| Ajax                | 1970–71             | Eredivisie          | 33               | 1                | 6            | 2            | –             | –             | 9        | 2         | –      | –         | 48     | 5         |
| Ajax                | 1971–72             | Eredivisie          | 28               | 10               | 5            | 2            | –             | –             | 8        | 0         | –      | –         | 41     | 12        |
| Ajax                | 1972–73             | Eredivisie          | 32               | 7                | 1            | 0            | –             | –             | 7        | 0         | 3      | 1         | 43     | 8         |
| Ajax                | 1973–74             | Eredivisie          | 31               | 14               | 4            | 0            | –             | –             | 2        | 0         | 2      | 1         | 37     | 15        |
| Ajax                | Tổng                | Tổng                | 124              | 32               | 16           | 4            | 0             | 0             | 24       | 2         | 5      | 2         | 169    | 40        |
| Barcelona           | 1974–75             | La Liga             | 27               | 7                | 0            | 0            | –             | –             | 7        | 1         | –      | –         | 34     | 8         |
| Barcelona           | 1975–76             | La Liga             | 32               | 12               | 0            | 0            | –             | –             | 9        | 6         | –      | –         | 41     | 18        |
| Barcelona           | 1976–77             | La Liga             | 33               | 8                | 0            | 0            | –             | –             | 8        | 1         | –      | –         | 41     | 9         |
| Barcelona           | 1977–78             | La Liga             | 18               | 2                | 2            | 0            | –             | –             | 7        | 1         | –      | –         | 27     | 3         |
| Barcelona           | 1978–79             | La Liga             | 30               | 6                | 1            | 0            | –             | –             | 9        | 0         | –      | –         | 40     | 6         |
| Barcelona           | Tổng                | Tổng                | 140              | 35               | 3            | 0            | 0             | 0             | 40       | 9         | 0      | 0         | 183    | 44        |
| New York Cosmos     | 1979                | NASL                | 13               | 4                |              |              |               |               |          |           |        |           | 13     | 4         |
| New York Cosmos     | 1980                | NASL                | 17               | 4                |              |              |               |               |          |           |        |           | 17     | 4         |
| New York Cosmos     | 1981                | NASL                | 6                | 2                |              |              |               |               |          |           |        |           | 6      | 2         |
| New York Cosmos     | 1982                | NASL                | 17               | 0                |              |              |               |               |          |           |        |           | 17     | 0         |
| New York Cosmos     | 1983                | NASL                | 23               | 2                |              |              |               |               |          |           |        |           | 23     | 2         |
| New York Cosmos     | 1984                | NASL                | 18               | 5                |              |              |               |               |          |           |        |           | 18     | 5         |
| New York Cosmos     | Tổng                | Tổng                | 94               | 17               |              |              |               |               |          |           |        |           |        |           |
| Groningen           | 1984–85             | Eredivisie          | 7                | 0                | 0            | 0            | –             | –             | 0        | 0         | –      | –         | 7      | 0         |
| South Florida Sun   | 1985                | USL                 | 1                | 1                |              |              |               |               |          |           |        |           | 1      | 1         |
| Kansas City Comets  | 1985–86             | MISL                | 23               | 1                |              |              |               |               |          |           |        |           | 23     | 1         |
| Löwenbrau           | 1986–87             |                     |                  |                  |              |              |               |               |          |           |        |           |        |           |
| Baar                | 1987–88             |                     | 9                | 1                |              |              |               |               |          |           |        |           | 9      | 1         |
| Baar                | 1988–89             |                     | 13               | 4                |              |              |               |               |          |           |        |           | 13     | 4         |
| Baar                | 1989–90             |                     | 1                | 0                |              |              |               |               |          |           |        |           | 1      | 0         |
| Baar                | Tổng                | Tổng                | 23               | 5                |              |              |               |               |          |           |        |           | 23     | 5         |
| Zug                 | 1990–91             |                     | 1                | 0                |              |              |               |               |          |           |        |           |        |           |
| Tổng cộng sự nghiệp | Tổng cộng sự nghiệp | Tổng cộng sự nghiệp | 450+             | 91+              | 21+          | 4+           |               |               | 64+      | 11+       | 5+     | 2+        | 540+   | 108+      |

1. 1 2 3 4 5  Số lần ra sân tại UEFA European Cup
2. ↑  Một lần ra sân tại UEFA Super Cup; hai lần ra sân, một bàn thắng tại Intercontinental Cup
3. ↑  Số lần ra sân tại UEFA Super Cup
4. 1 2 3  Số lần ra sân tại UEFA Cup
5. ↑  Số lần ra sân tại UEFA Cup Winners' Cup

### Quốc tế
| Đội tuyển | Năm  | Ra sân | Bàn thắng |
| --------- | ---- | ------ | --------- |
| Hà Lan    | 1970 | 2      | 0         |
| Hà Lan    | 1971 | 3      | 0         |
| Hà Lan    | 1972 | 4      | 5         |
| Hà Lan    | 1973 | 5      | 1         |
| Hà Lan    | 1974 | 13     | 9         |
| Hà Lan    | 1975 | 3      | 1         |
| Hà Lan    | 1976 | 4      | 1         |
| Hà Lan    | 1977 | 3      | 0         |
| Hà Lan    | 1978 | 8      | 0         |
| Hà Lan    | 1979 | 2      | 0         |
| Hà Lan    | 1980 | 0      | 0         |
| Hà Lan    | 1981 | 2      | 0         |
| Tổng      | Tổng | 49     | 17        |

## Danh hiệu
Ajax
- Eredivisie: 1971–72, 1972–73
- Cúp KNVB: 1970–71, 1971–72
- European Cup: 1970–71, 1971–72, 1972–73
- Cúp bóng đá liên lục địa: 1972
- Siêu cúp bóng đá châu Âu: 1972, 1973

Barcelona
- Cúp Nhà vua Tây Ban Nha: 1977–78
- European Cup Winners' Cup: 1978–79

New York Cosmos
- North American Soccer League: 1980, 1982

Hà Lan
- Về nhì tại FIFA World Cup: 1974, 1978
- Hạng ba UEFA European Championship: 1976
- Tournoi de Paris: 1978[33]